# Agustín Abarca
Agustín Abarca   (Talca, 27 de desembre de 1882 - Santiago de Xile, 28 de maig de 1953) va ser un pintor romàntic xilè que va exercir la pintura a l'oli i l'aquarel·la, especialitzant-se com a pintor paisatgista, va plasmar imatges del seu país tant en aquarel·la com en oli. Va pertànyer a l'anomenada Generación del 13.

## Biografia
La vocació per la pintura d'aquest artista nasqué el 1900, en conèixer al mestre Pablo Burchard en la ciutat de Talca. En 1904 ingressà a l'Acadèmia de la Universitat Catòlica, dirigida per Pedro Lira. A més prengué classes amb Alberto Valenzuela Plans el 1904 a 1907. En 1909 ingressà a l'Escola de Belles Arts de la Universitat de Xile, on fou deixeble del seu Director, el pintor espanyol Fernando Álvarez de Sotomayor. Abasta a formar part de la Generación del trece encara que a diferència de la majoria dels seus companys, va dur una vida allunyada de la bohèmia, apegada a la seua família i va contar sempre amb el suport incondicional de la seua esposa Rosa Valenzuela Arriagada. Va conservar com tret comú a la seua generació, la recerca de les arrels de la terra i la representació del propi a partir de l'experiència personal. En el seu àmbit social, va destacar la seua amistat amb personalitats vinculades al sud de Xile, al costat de qui solia organitzar animades tertúlies, entre ells Jorge Letelier, Pedro Lluna i Pablo Burchard, els poetes Gabriela Mistral, Omar Cáceres i Jorge González Bastías i el músic Remigio Acevedo. La seua vida va transcórrer entre Santiago de Xile i el sud, el 1916 va ser nomenat inspector de l'escola Normal de la ciutat de Victoria, on va romandre al voltant d'11 anys, la qual cosa li va permetre instal·lar-se en la regió de la Araucanía, període en el qual va arribar la seua maduresa artística en ple contacte amb la naturalesa, destacant les seues exploracions per a plasmar el paisatge en la zona del Maule, Victoria i Constitució. Va tornar a Santiago el 1927 donant inici a la seua segona etapa en la qual es va dedicar a pintar i a esboçar els voltants de Santiago, especialment Peñalolén i la Cinquena Regió. Entre les obres d'aquesta època, sobresurten representacions de palmells xilens dels sectors de Viña del Mar i la Chacra Valparaíso de la Comuna de Ñuñoa a Santiago. En la seua etapa final, realitzà mostres privades en el seu propi taller del carrer Hamburg de la mateixa comuna. En 1940 en concurs públic, obtingué la Càtedra de Pintura i Dibuix en l'Escola de Belles Arts de Viña del Mar, on s'ocupà per un any. Fou un dels pocs integrants de la Generació del Tretze que va viure fins a avançada edat.